# Колыбалов, Илья Иванович

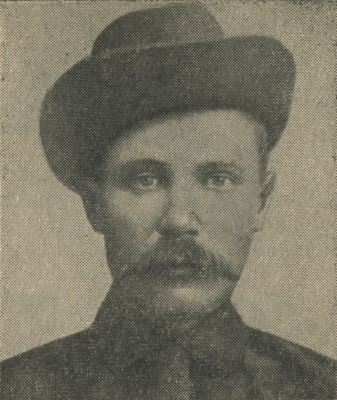
Колыбалов Илья Иванович

Илья́ Ива́нович Колыбалов (20 июля 1879, Пермь — 14 апреля 1933, Пермь) — активный участник революции 1905—1907 годов. Член РСДРП. Партийный псевдоним — Петрович. В 1923 году — председатель Мотовилихинского Райисполкома.

## Биография

### Семья
Родился в Перми в 1879 году. Отец работал литейщиком на Мотовилихинском заводе. В 15 лет пошел работать на Мотовилихинский завод. В 1902 году женился. Воспитывал пятерых детей.

### 1903—1914 года
В 1903 году принимал участие в забастовках рабочих Мотовилихинского завода. Принимает участие в работе кружка, организованного в Мотовилихе Обросовым Петром. В феврале 1905 года И. И. Колыбалов вступает в РСДРП. В своем доме организовал подпольную штаб-квартиру, где скрывал ссыльных однопартийцев, в том числе Якова Свердлова. В 1908 году входил в Пермский Комитет РСДРП. В 1909 году был председателем Профсоюза Металлистов подпольно, два состава. Вёл партийную организаторскую и агитационно-пропагандистскую работу, связанную с выборами в 3-ю Государственную Думу (созыв ноябрь 1907 — июнь 1912 гг.). В период 1908—1910 года ведёт нелегальную партийно-массовую работу среди рабочих, собирая и укрепляя партийное ядро Мотовилихинской организации РСДРП. В 1912 году был выбран в Мотовилихинский Районный Комитет РСДРП. Вместе с Обросовым и Сивилевым был выборщиком в Четвертую Государственную Думу. Во время выборов были арестованы, позже выпущены.

### 1914—1917 года
В 1914 году во время объявления войны участвовал в подготовке выступления против войны. Среди прочих требований выдвигалось требование повышения расценок на работу. За это полиция стала арестовывать руководителей рабочих. Половину организации арестовали и отправили в ссылку. Колыбалова вместе с Михаилом Колгановым 21 августа выслали в Якутскую область.
Три месяца шли этапом через тюрьмы Екатеринбурга, Омска, Красноярска, Иркутска, закованные попарно, просидели 5 месяцев в Александровском централе. За неимением конвоя были распущены по Иркутской губернии. Вместе с Колгановым попали в село Черемхово на копи, где работали четыре месяца. В то время рабочие забастовали на всех копях. Забастовщиков Уральских заводов арестовали и выслали в село Голуметь Балаганского уезда Иркутской губернии. Там они прожили три месяца и разбежались. При содействии черемховских бывших политкаторжан и политссыльных первым бежал из ссылки Колыбалов И. И. По поддельному паспорту уехал в Златоуст, где были ссыльные, которые работали нелегально: Александр Колганов, В. Богомолов, А. Фадеев, К. Вагонов. Они устроили Колыбалова на частный завод-лесопилку Пролубкина токарем, где он работал до февральской революции.
В апреле 1917 года приехал в Мотовилиху, был организатором партийной ячейки. После Октябрьской революции выбран в кооператив, где работал по снабжению рабочих хлебом.

### 1917—1933 года
Во время наступления войск Колчака на Пермь был эвакуирован в Вятскую губернию. В 1918 году Колыбалов в городе Глазове стал председателем ЧК в агитгруппе, проработал три месяца, потом мобилизован ЦК партии в комиссию по работе в тылу. По взятии Перми красными, был выбран в 1920 году в губпотребсоюз, где и проработал до 1923 года.
В 1923 году был избран председателем Мотовилихинского Райисполкома. В 1924 году был председателем Оханского райисполкома Пермского округа, оттуда отозван работать заместителем в Пермскую окружную контрольную комиссию ВКП(б).
С 1924 года по 1929 год Колыбалов был членом президиума Пермской КК — РКИ и двух составов УралОблКК. Колыбалов неоднократно избирался в члены Пермского Окружкома партии.
В 1930 году он был снова избран в члены Пермской РАИКК и в последнее время был членом президиума Молотовской РАИКК.
14 апреля 1933 года после тяжелой болезни скончался. Похоронен на горе «Вышка» в мемориальном комплексе Мотовилихинского района Перми.

## Память о Колыбалове
1 ноября 1977 года одной из улиц Мотовилихинского района Перми было присвоено имя Ильи Ивановича Колыбалова (микрорайон Запруд, бывшая Черноморская, между ул. Копылова и 2-й Чермозско).